# Recycled (Nektar)
Recycled è il sesto album in studio del gruppo musicale inglese Nektar, pubblicato nel 1975.

## Tracce
Lato A - Part One
1. Recycle – 2:47
2. Cybernetic Consumption – 2:12
3. Recycle Countdown – 1:51
4. Automaton Horrorscope – 3:08
5. Recycling – 1:46
6. Flight to Reality – 1:18
7. Unendless Imagination? – 4:36

Durata totale: 17:38
Lato B - Part Two
1. São Paulo Sunrise – 3:05
2. Costa del Sol – 4:04
3. Marvellous Moses – 6:37
4. It's All Over – 5:21

Durata totale: 19:07